# ФК Болярки (Велико Търново)
„Болярки“ е женски футболен клуб от Велико Търново, официално учреден на 6 ноември 2004 г. Президент на клуба е Йордан Грозданов, а треньор – Валентин Витанов.

## История
Клубът участва в държавното първенство по футбол на България за жени от сезон 2006/2007. През първия си сезон тимът спечелва първия си трофей при жените в третия по сила национален турнир – купата на Аматьорската лига. През сезон 2007/2008 спечелва бронзовите медали в първенството, завършвайки на 3 място, а също така играе и финал за купата на България, което прави сезона най-успешния в историята на „Болярки“.
Има титла от републиканското първенство за девойки за 2005 г., както и няколко втори места. Има и трето място за купата на „Интер Хотел Сандански“.
Участвал е в международни приятелски турнири в Италия, Турция, Гърция и други страни, като в някои от тях завършва на челните места. Няколко от състезателките са част и от различните национални гарнитури на България. 

## Успехи
Държавно първенство
- Бронзов медал (1): 2008

Купа на Аматьорската лига
- Носител (1): 2006/2007

Купа на България
- Финалист (1): 2008

## Национални състезателки
- Тодорка Златкова
- Галя Ечева
- Велизара Владимирова
- Моника Симеонова